# Dirk Müller
Dirk Müller (n. Burbachen, Alemania; 18 de noviembre de 1975) es un piloto de automovilismo de velocidad. Fue campeón de clase en el Campeonato FIA GT 2007, campeón de la American Le Mans Series en 2000 y 2011, subcampeón en 2013, y segundo en el Campeonato Europeo de Turismos 2004 y el Campeonato Mundial de Turismos 2005. Asimismo, consiguió victorias de clase en las 24 Horas de Le Mans de 2016, las 24 Horas de Daytona de 1998, las 12 Horas de Sebring de 2000, 2011 y 2012, y Petit Le Mans de 1999, y la victoria absoluta en las 24 Horas de Nürburgring de 2004.

## Inicios deportivos
Müller se inició en el karting en 1989. En 1992 pasó a la Fórmula König Alemana, de la que resultó subcampeón ese año y en 1993. En 1994 ascendió a la Fórmula Opel Alemana, la cual disputó dos temporadas. Participó de manera parcial en la Fórmula 3 Alemana en 1996, logrando una victoria y un tercer lugar, y en el Campeonato Alemán de Superturismos en 1997 en un Audi A4.

## Porsche
En paralelo, disputó la Copa Porsche Carrera Alemania, donde finalizó quinto en 1996 y 1997, tras lo cual fue fichado para competir oficialmente por Porsche.
En 1998, Müller fue ganador en la clase GT1 de las 24 Horas de Daytona y campeón de la Copa Porsche Carrera Alemania. Además participó en algunas fechas de la Supercopa Porsche.
Müller se mudó en 1999 a América del Norte para competir en la American Le Mans Series. En las 12 Horas de Sebring, llegó cuarto absoluto con un prototipo Porsche 911 GT1 del equipo Champion. Luego corrió en la clase GT con un Porsche 911 de Alex Job. Fue vencedor de la clase en tres fechas de siete disputadas (incluyendo Petit Le Mans), por lo cual se ubicó cuarto en el campeonato de pilotos. También en 1999, fue segundo en la clase GT de las 24 Horas de Le Mans y segundo en la clase GT2 de las 24 Horas de Daytona.
En 2000, pasó a correr con el equipo de Dick Barbour de la ALMS. Se coronó campeón de la clase GT con cuatro victorias, entre ellas en las 12 Horas de Sebring, nuevamente con un Porsche 911. Fue descalificado de las 24 Horas de Le Mans tras haber batido a los demás rivales.

## Primera etapa en BMW
BMW contrató a Müller para disputar la ALMS en 2001 con un BMW M3 de la clase GT. Ganó una carrera y acumuló cuatro segundos puestos junto a Fredrik Ekblom, ubicándose sexto en el campeonato de pilotos y primero en el de equipos.
Desde 2002 hasta 2006, Müller formó parte del equipo oficial Schnitzer en el Campeonato Europeo de Turismos y luego en su sucesor, el Campeonato Mundial de Turismos. Resultó cuarto en 2002, quinto en 2003, subcampeón en 2004 (empatado en puntos con Andy Priaulx) y 2005, y sexto en 2006.
Simultáneamente, participó en diversas carreras de resistencia también con Schnitzer; fue ganador de las 24 Horas de Nürburgring de 2004 y segundo en 2005, y ganó la clase G2 en las 24 Horas de Spa de 2004.

## Ferrari
Müller volvió a competir de manera permanente en gran turismos en 2007, al ser fichado por AF Corse (el equipo satélite de Ferrari) para manejar una Ferrari F430 de la clase GT2 en el Campeonato FIA GT. Él y su compañero de butaca Toni Vilander ganaron seis carreras de diez y se consagraron campeones de pilotos, a la vez que AF se llevó el título de equipos y Ferrari el de marcas. Simultáneamente, Müller compitió en siete fechas de la ALMS para el equipo Petersen/White Lightning también con una F430 de la clase GT2, obteniendo un tercer puesto y tres cuartos.
En 2008 volvió a competir la temporada completa de la ALMS, esta vez por el equipo Tafel pero permaneciendo en Ferrari. Acompañado de Dominik Farnbacher, ganaron cuatro carreras y quedaron segundos en los campeonatos de pilotos y equipos. Ese mismo año fue sexto en la clase GT2 en las 24 Horas de Spa, en una F430 del equipo británico CR Scuderia.

## Segunda etapa en BMW
En 2009, Müller se convirtió nuevamente en piloto oficial de BMW. Quedó empatado en sexto lugar en el campeonato de pilotos de la clase GT2 de la ALMS con su compañero de butaca, Tommy Milner, y su equipo Rahal Letterman finalizó tercero en el certamen de equipos.
Müller se mantuvo en Rahal Letterman en 2010 pero pasó a estar acompañado por Joey Hand. Con una única victoria en la clase GT2 de la ALMS, quedaron séptimos en el campeonato de pilotos y colaboraron a ganar el de equipos. Además, llegó tercero en su clase en las 12 Horas de Sebring. También compitió en Europa por el equipo Schnitzer, también con BMW: llegó cuarto en los 1000 km de Spa-Francorchamps, abandonó en Le Mans y arribó tercero en las 24 Horas de Spa.
Müller y Hand se llevaron el título de la clase GT de la ALMS en 2011 con un BMW M3 oficial, al lograr tres victorias (una de ellas en Sebring) y seis podios. Asimismo, llegó tercero en las 24 Horas de Le Mans, teniendo a Andy Priaulx como tercer piloto.
En 2012, el alemán continuó con Hand como compañero de butaca en Rahal Letterman. Logró la victoria en las 12 Horas de Sebring con el BMW M3 de la clase GT, y terminó séptimo en el campeonato de pilotos con tres podios en diez carreras. A su vez, el piloto participó en las 24 Horas de Daytona con un BMW M3 de Turner, acompañado de Dirk Werner y Bill Auberlen entre otros, que llegaron a meta retrasados. También obtuvo una victoria y tres podios en el Campeonato de Nürburgring de Resistencia de la VLN con un BMW Z4 de Schubert.
En la ALMS 2013, Müller tuvo como compañero de butaca a Hand en algunas fechas y John Edwards en las demás, cambiando el BMW M3 por el BMW Z4. Obtuvo una victoria y seis podios en diez carreras, de modo que resultó subcampeón de pilotos y equipos de GT con Rahal. También disputó las 24 Horas de Nurburging, las 24 Horas de Dubái y algunas fechas del VLN con Schubert, logrando una victoria en el último, y una fecha de la Blancpain Endurance Series con Marc VDS, en ambos casos con un BMW Z4 GT3.
Müller siguió pilotando un BMW Z4 oficial en el nuevo IMSA SPortsCar Championship 2014. Junto a Edwards, obtuvo dos segundos puestos, un tercero y dos cuartos, por lo que se ubicó octavo en el campeonato de pilotos de la clase GTLM y quinto en el campeonato de equipos. Además, corrió en las 24 Horas de Nürburgring con un BMW Z4 de Schubert, donde abandonó.
En 2015, Müller retornó a Europa. Disputó la primera fecha de la Blancpain Sprint Series con un BMW Z4 del Team Brazil, obteniendo una victoria y un segundo puesto junto a Maxime Martin. Luego corrió en las 24 Horas de Spa con un BMW Z4 de Triple Eight de la clase Pro-Am, sin poder llegar a meta.

## Ford
Ford contrató a Müller como piloto oficial para la temporada 2016 del IMSA SportsCar Championship, para pilotar un Ford GT de Ganassi junto a Joey Hand. Resultó 11.º en el campeonato en la clase GTLM, con tres segundos lugares. Además, la dupla contando a Sebastien Bourdais como piloto invitado, ganaron en la carrera en la clase GTE-Pro.